# Oreopanax rusbyi
Oreopanax rusbyi är en araliaväxtart som beskrevs av Britton. Oreopanax rusbyi ingår i släktet Oreopanax och familjen Araliaceae. Inga underarter finns listade.